# Гольштейн-Готторп-Романовы
Гольштейн-Готторп-Романовы (нем. Romanow-Holstein-Gottorp либо Holstein-Gottorp-Romanow), с 1762 года — Романовы — одна из линий Ольденбургской династии (известна с XI века), отделившаяся от её Гольштейн-Готторпской ветви.
Благодаря наследованию по женской линии династия приняла имя Романовых и в 1762 году в лице императора Петра III встала во главе Российской империи. В европейской генеалогии также принято называть династию русских правителей начиная с Петра III «Гольштейн-Готторп-Романовы», в то время как сами её представители с 1762 года называли себя «Романовы».

## Передача империи

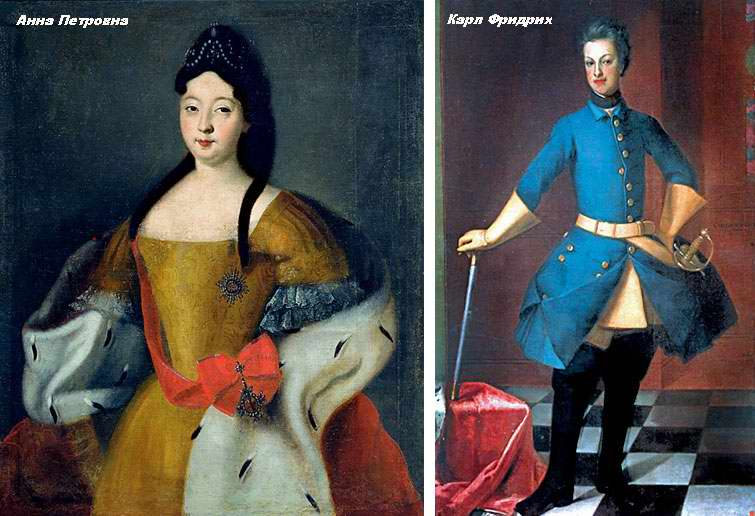
Анна Петровна и Карл Фридрих Гольштейн-Готторпский — родоначальники Гольштейн-Готторп-Романовской династии.

В 1761 году, в связи с кончиной последней дочери Петра I — императрицы Елизаветы Петровны, прямая линия наследования по женской линии в доме Романовых пресеклась (по мужской она пресеклась ещё ранее, в 1730, когда умер Пётр II).

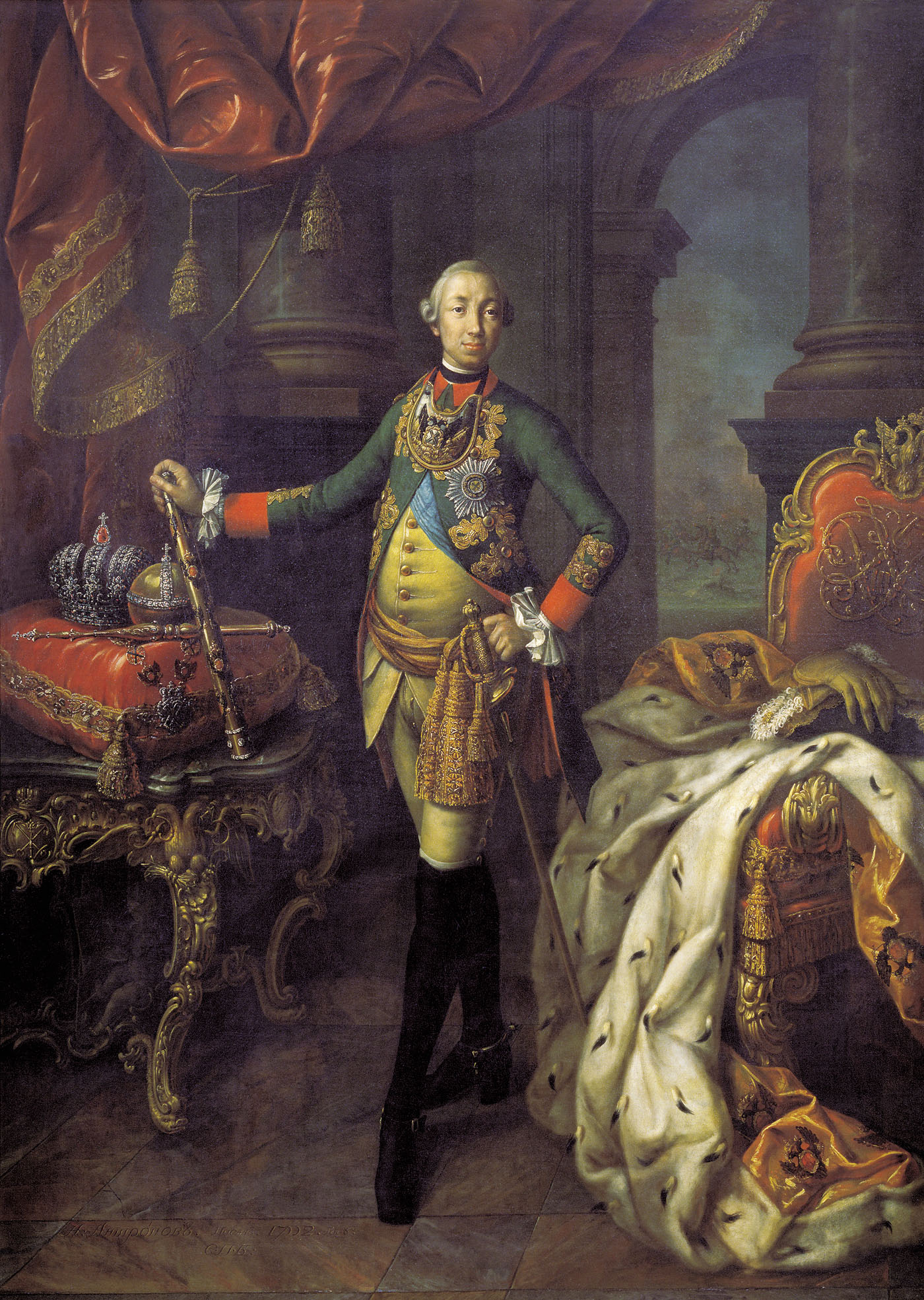
Первый император из династии Гольштейн-Готторп-Романовых — Пётр III

Готовясь к этому, Елизавета сделала своим наследником сына своей покойной сестры Анны Петровны. Таким образом, родоначальником Гольштейн-Готторп-Романовых на престоле Российской империи стал герцог Карл Петер Ульрих Гольштейн-Готторпский, внук по матери императора Петра Великого. После перехода в православие он получил имя великого князя Петра Фёдоровича, а после смерти Елизаветы стал российским императором Петром III. Его потомки в России именовались династией Романовых. Отметим, что его супруга (в дальнейшем — императрица Екатерина II) по матери также происходила из Гольштейн-Готторпов, имея с Петром III общего прадеда — герцога Кристиана Альбрехта Гольштейн-Готторпского, князя-епископа Любекского.
Ранее, в 1733 году аналогичным образом попыталась действовать императрица Анна Иоанновна, дочь царя Ивана V. Будучи бездетной и не желая передавать престол потомкам своего дяди Петра Великого, она пригласила в Россию принцессу Елизавету Екатерину Христину Мекленбург-Шверинскую (дочь своей покойной сестры царевны Екатерины Иоанновны). Потенциальная наследница в православии приняла имя Анна Леопольдовна, однако трон достался не ей, а её сыну от заключенного в 1739 году брака с герцогом Антоном-Ульрихом Брауншвейгским императору Иоанну Антоновичу. Он и все его братья и сестры (Брауншвейгское семейство) принадлежали к Мекленбург-Брауншвейг-Романовской династии. Однако наличие живой «дщери петровой» Елизаветы — более очевидной кандидатки на трон — не дало закрепиться этой ветви на престоле.

## «Немцы» Романовы

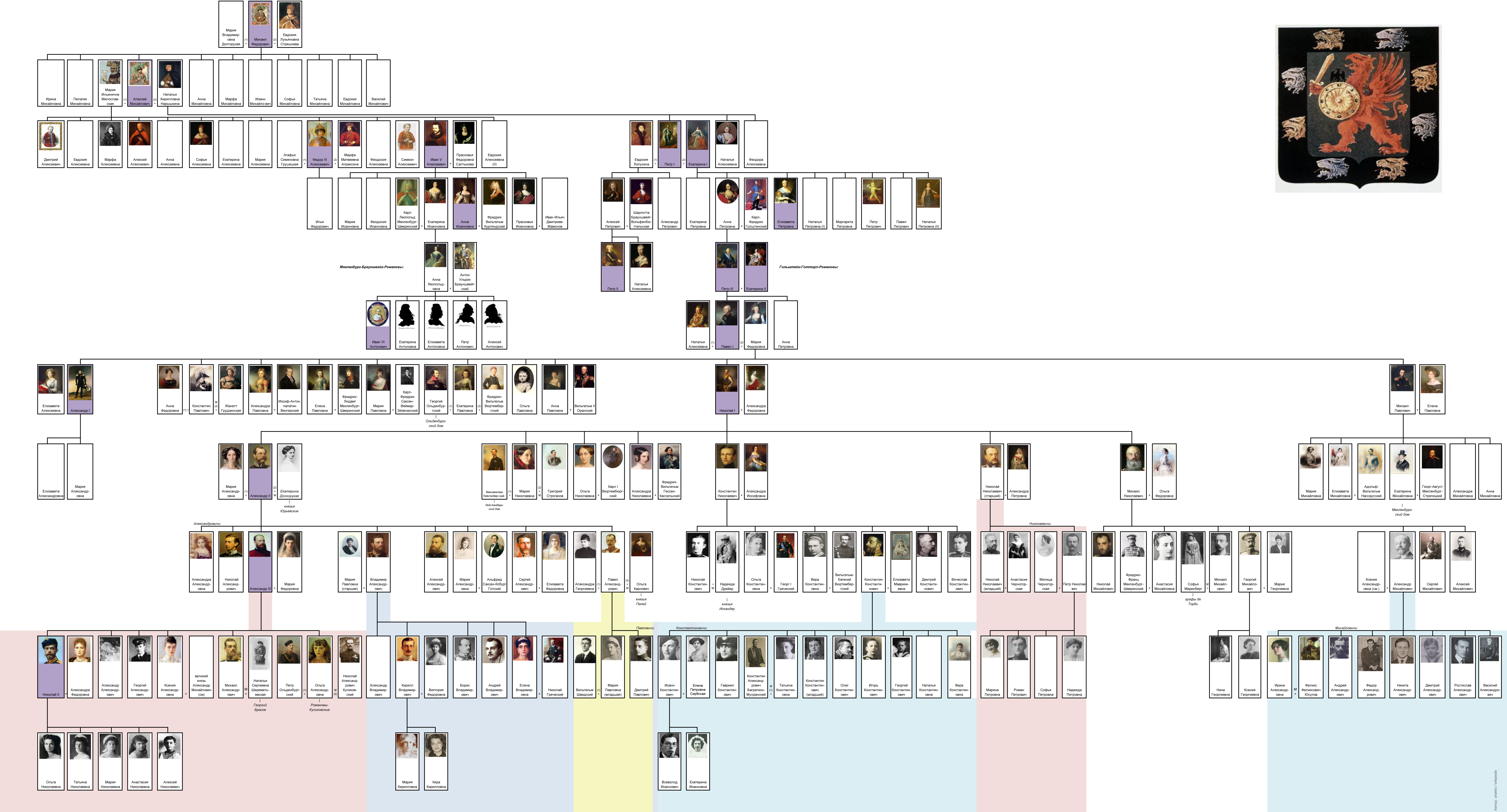
Романовы с 1613 по 1917 годы

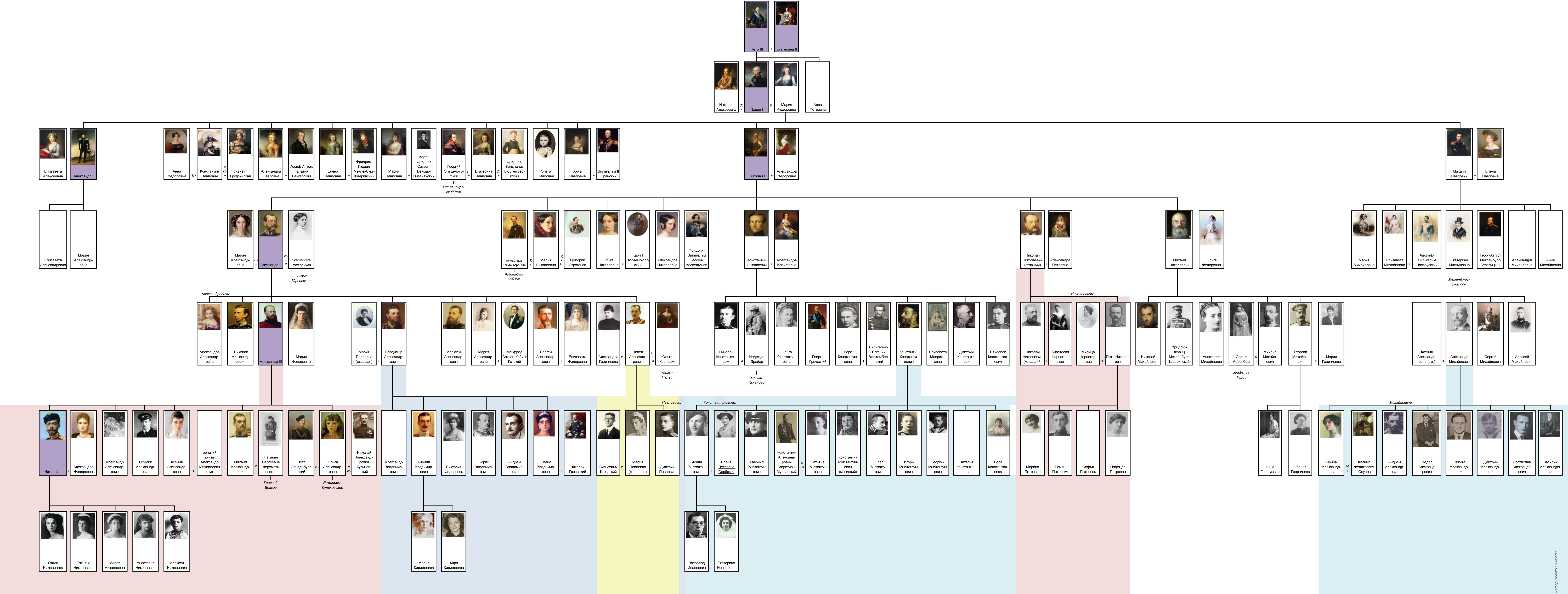
Гольштейн-Готторп-Романовы

Есть мемуарная запись о том, как Александр III, узнав от Победоносцева о том, что настоящим отцом Павла I был не Пётр III, а Салтыков, перекрестился: «Слава Богу, мы русские!» А услышав от историков опровержение, снова перекрестился: «Слава Богу, мы законные!»
Принадлежность к Гольштейн-Готторпской династии, а также постоянные браки с немецкими принцессами (из всех супруг императоров только жена Александра III была датская принцесса, из датской линии того же Ольденбургского дома, что и Гольштейн-Готторпы) вызывали многочисленные упреки в засилии немцев на русском престоле.
С. М. Соловьёв, исследуя немецкие корни династии Гольштейн-Готторп-Романовых, для большей наглядности мысленно проделывал эксперимент — смешивал красное вино (в качестве аналога русской крови) с водой (аналог немецкой крови). Эмигрант И. Головин приписывал этот эксперимент А. Пушкину: последовательно разбавляя вино и воду в зависимости от национальности того или иного представителя императорской родословной, поэт будто бы «получал в конце концов жидкость столь слабо окрашенную, что вызывал всеобщий хохот, когда просил присутствующих решить, вино ли это или вода и, по аналогии, русские ли нынешние цари России или немцы». Сам Головин считал, что русские государи начиная с Петра III — «иностранного происхождения» и что русское правительство «выдаёт» Гольштейн-Готторпов за Романовых потому, что слово «немец» «ненавистно русскому человеку», который «никогда не свыкнется с мыслью, что им управляют немцы».
Помнили о «немецком происхождении» российских императоров и другие русские аристократы. Князь Пётр Владимирович Долгоруков в эмиграции называл Александра II «исполняющим в России должность Романова» и даже прямо писал ему: «Вам известно, государь, что предки мои были великими князьями и управляли Россией в то время, когда предки вашего величества не были ещё графами Ольденбургскими». Известно, что в неформальной обстановке многие дворяне называли императорское семейство «Гольштейн-Готторпским».
Сами российские правители знали об этом. Когда в 1885 году в «Учреждение об императорской фамилии» было внесено изменение, по которому правнуки и праправнуки императора лишались титула великих князей и княжон и для них вводился титул князь императорской крови, великий князь Михаил Николаевич заметил: «…это всё петербургский высший свет, который радуется этой мере, говоря, что они — Рюриковичи, а мы немцы-голштинцы, в коих и романовской крови не осталось; а что сказали бы Долгоруковы или Оболенские, если бы у их потомства отняли принадлежащий им титул и притом без суда, без совершения преступления и т. д.» Император Александр II якобы говорил о своём внебрачном сыне Георгии от Долгоруковой: «Это настоящий русский, в нём, по крайней мере, течёт русская кровь». Александр III писал в 1886 году К. П. Победоносцеву: «Есть господа, которые думают, что они одни Русские, и никто более. Уже не воображают ли они, что я Немец или Чухонец? Легко им с их балаганным патриотизмом, когда они ни за что не отвечают. Но я не дам в обиду Россию».
Следует отметить, что данная ситуация не была уникальной: в результате династических браков все европейские династии имели смешанное этническое происхождение — так, среди предков последнего русского царя Николая II по линиям немецких принцесс были русские, сербские, польские, чешские и поморские князья, а также князь Рюрик.

## Именование

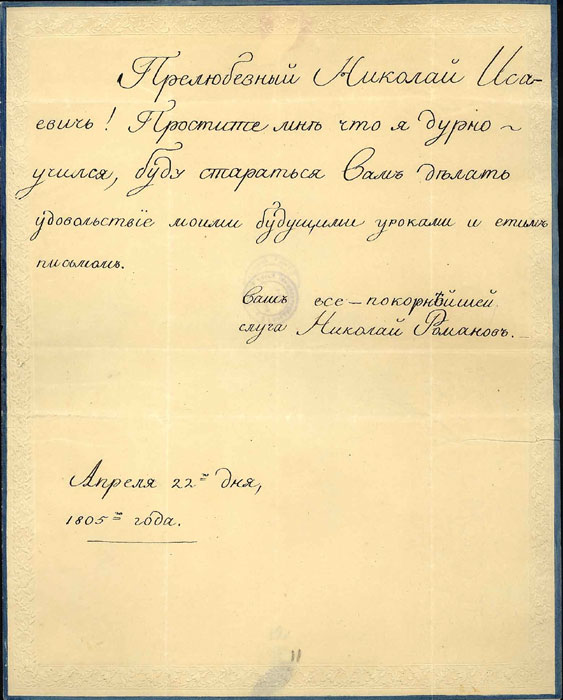
Письмо от 9-летнего вел. кн. Николая (будущий Николай I) к воспитателю, с подписью «Николай Романов», 1805 год

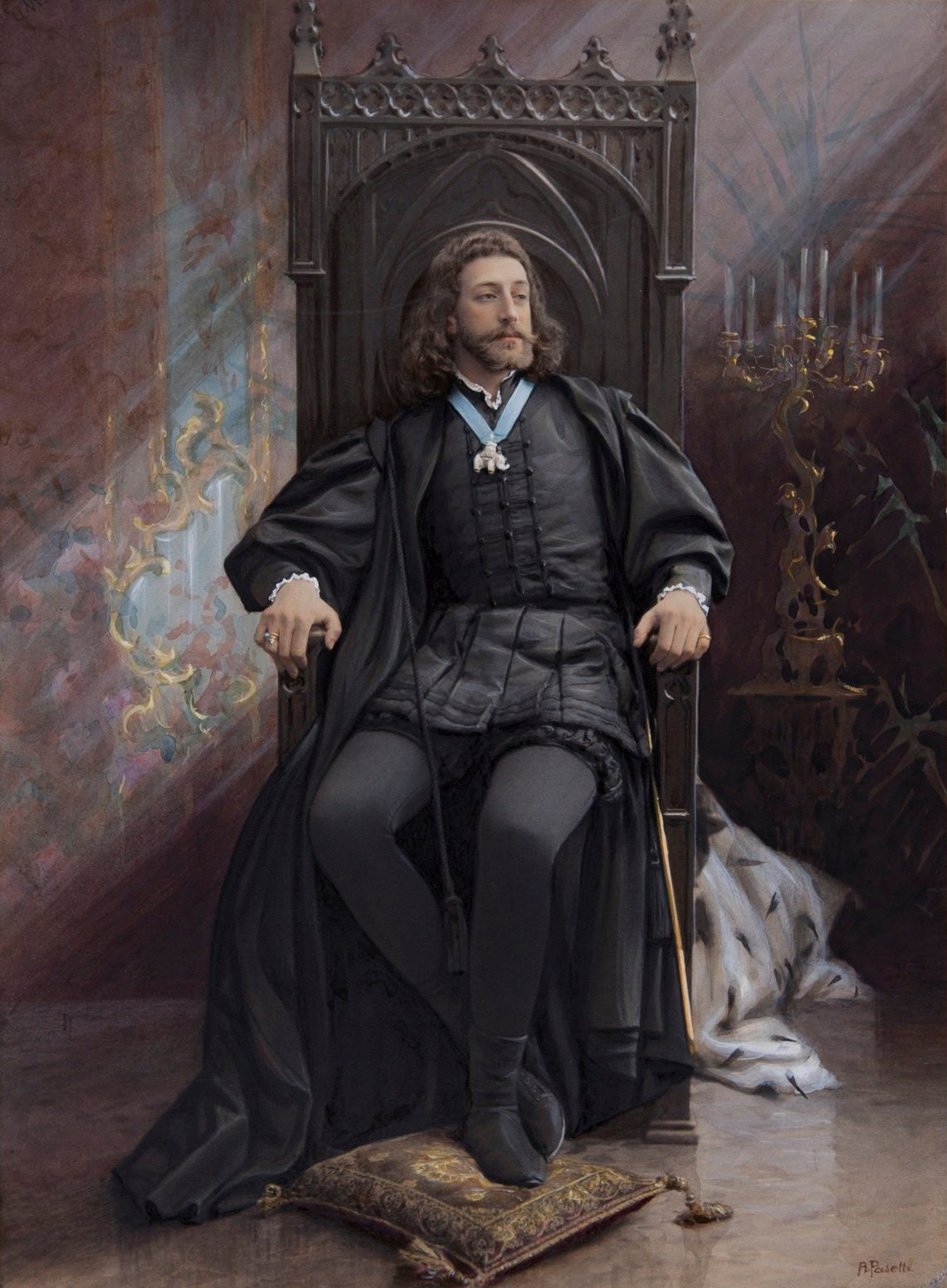
Великий князь Константин Константинович как поэт подписывался псевдонимом «К. Р.», явно осознавая это как инициалы имени и «фамилии».

«Юридически вопрос об именовании династии тогда не был урегулирован. Пётр III сделать этого, по-видимому, не успел, а Екатерина II не стала привлекать к этой щекотливой проблеме особого внимания. В дальнейшем, по мере укрепления царствовавшей династии, необходимость в этом отпала».
Ю. А. Кузьмин, исследовавший вопрос именования династии, пишет, что «неясная ситуация с именованием правящей династии привела к тому, что его просто перестали указывать». Фамилия «Романовы» не упоминается в Основных государственных законах 1906 года, а в ст. 25 лишь говорится, что «Императорский Всероссийский Престол есть наследственный в ныне благополучно царствующем Императорском Доме». В энциклопедических словарях XIX века эта проблема также обходится стороной:
- В «Малом энциклопедическом словаре»[11] Брокгауза и Ефрона (1907—1909 гг.) в статье «Романовы» указано, что это «старинный русский дворянский род, давший с 1613 г. российских царей и императоров и в мужском колене угасший в 1730 г.»
- Там же, в статье «Россия», помещённой в том же словаре, вовсе не сказано, какая же династия находилась в это время на российском престоле.

В России «вспомнили про „Романовых“ накануне 300-летия избрания на престол царя Михаила Федоровича. До этого понятие „Дом Романовых“ очень редко встречалось даже в названиях книг. Пышные празднества должны были способствовать формированию положительного образа монархии, показать преданность народных масс самодержцу. Важным моментом в идеологии торжеств была демонстрация преемственности между Николаем II и родом Романовых. Именно после этого юбилея понятие „Дом Романовых“ стало активно использоваться в жизни и литературе». Накануне этого, однако, чиновники пришли к выводу, что «именование Российской императорской фамилии домом Романовых неправильно не оттого, что они фактически не являются Романовыми, а потому, что у этого семейства вовсе нет фамилии как таковой».
В 1911 году великие князья по просьбе императора устроили совещание, касающееся морганатических браков, где, в частности, обсуждались фамилии, которые должны присваиваться таким жёнам и потомству. Показательны высказанные там мнения: «…министр юстиции напомнил, что фамилия Романовых в Основных законах упоминается лишь при описании родового герба дома Романовых, Великие Князья и Княгини, Князья и Княжны Крови именуются в документах только именем и отчеством; по силе Учреждения об Императорской Фамилии членам оной не присвоено никакой фамилии, и, в частности, фамилии Романовых, а посему предоставление лицам, не принадлежащим к Царствующему Императорскому Дому, фамилии князей Романовых, по-видимому явилось бы дарованием им особого преимущества, по сравнению с лицами, пользующимися правами Членов Императорского Дома». В итоге унификации не было сделано.

### Готский альманах
Самый авторитетный европейский справочник по родословию и титулам продолжал именовать «Романовых» «Гольштейн-Готторп-Романовыми», так же делали и другие иностранные издания.
Продолжительное время на это в России не обращали внимания, пока, наконец, императрица Александра Федоровна, болезненно относившаяся к теме «немецкости», не потребовала от редакции справочника убрать первые два элемента. В противном случае она угрожала запретить ввоз этого ежегодника в Россию. Начальник канцелярии министерства императорского двора А. А. Мосолов описывает в своих воспоминаниях, что был вынужден заметить, что, «по мнению редакции „Альманаха“, наименование династии исторически точно (император Павел — сын герцога Петра Гольштейн-Готторпского) и изменено быть не может». По его утверждению, запретить альманах тем более нельзя, «так как [запрет] вызовет общеевропейский скандал. Самый аристократический, легитимистический „Альманах“ запрещен для ввоза в Россию. Конечно, доищутся до этих двух слов, вызвавших запрещение; пойдут пересуды по всей столице и за границей, „Альманах“ будет тайно ввозиться в Россию дипломатами и даст пищу для обсуждения деликатного династического вопроса, совершенно широкой публике не известного. Поверьте, Ваше Величество, годами печатают этот заголовок, и никто на него не обращает внимания. Лучше его игнорировать, чем подымать шум».

## Герб

Полный Родовой Его Императорского Величества герб. Вариант с двуглавым орлом в качестве щитодержателя.

Соединённый герб Гольштейн-Готторп-Романовых входил в Большой Герб Российской империи.
Блазон полного Родового Его Императорского Величества герба:
Щит рассеченный. В право — герб рода Романовых: в серебряном поле червленый гриф, держащий золотые меч и тарч, увенчанный малым орлом; на черной кайме, восемь оторванных львиных голов, четыре золотые и четыре серебряные. В лево — герб Шлезвиг-Голстинский: щит четверочастный с особою внизу оконечностию и малым на середине щитом; в первой червленой части — герб Норвежский: золотой коронованный лев с серебряною галлебардою; во второй золотой части — герб Шлезвигский: два лазуревые леопардные льва; в третьей червленой части — герб Голстинский: пересеченный малый щит, серебряный и червленый; вокруг оного серебряный, разрезанный на три части, лист крапивы и три серебряные гвоздя с концами к углам щита; в четвертой червленой части — герб Стормарнский: серебряный лебедь с черными лапами и золотою на шее короною; в червленой оконечности — герб Дитмарсенский: золотой, с подъятым мечем, всадник на серебряном коне, покрытом черною тканью; средний малый щит также рассеченный: в правой половине герб Ольденбургский: на золотом поле два червленые пояса; в левой герб Дельменгорстский: в лазуревом поле золотой, с острым внизу концом, крест. Сей малый щит увенчан Велико-Герцогскою короною, а главный — Королевскою. Вокруг главного щита цепь ордена Святого Апостола Андрея Первозванного. Щит же на груди черного двоеглавого орла, коронованного двумя Императорскими коронами, над которыми третия такая ж, в большем виде, корона с двумя развевающимися концами ленты ордена Святого Апостола Андрея Первозванного. Орел держит золотые скипетр и державу.

Геральдический состав герба
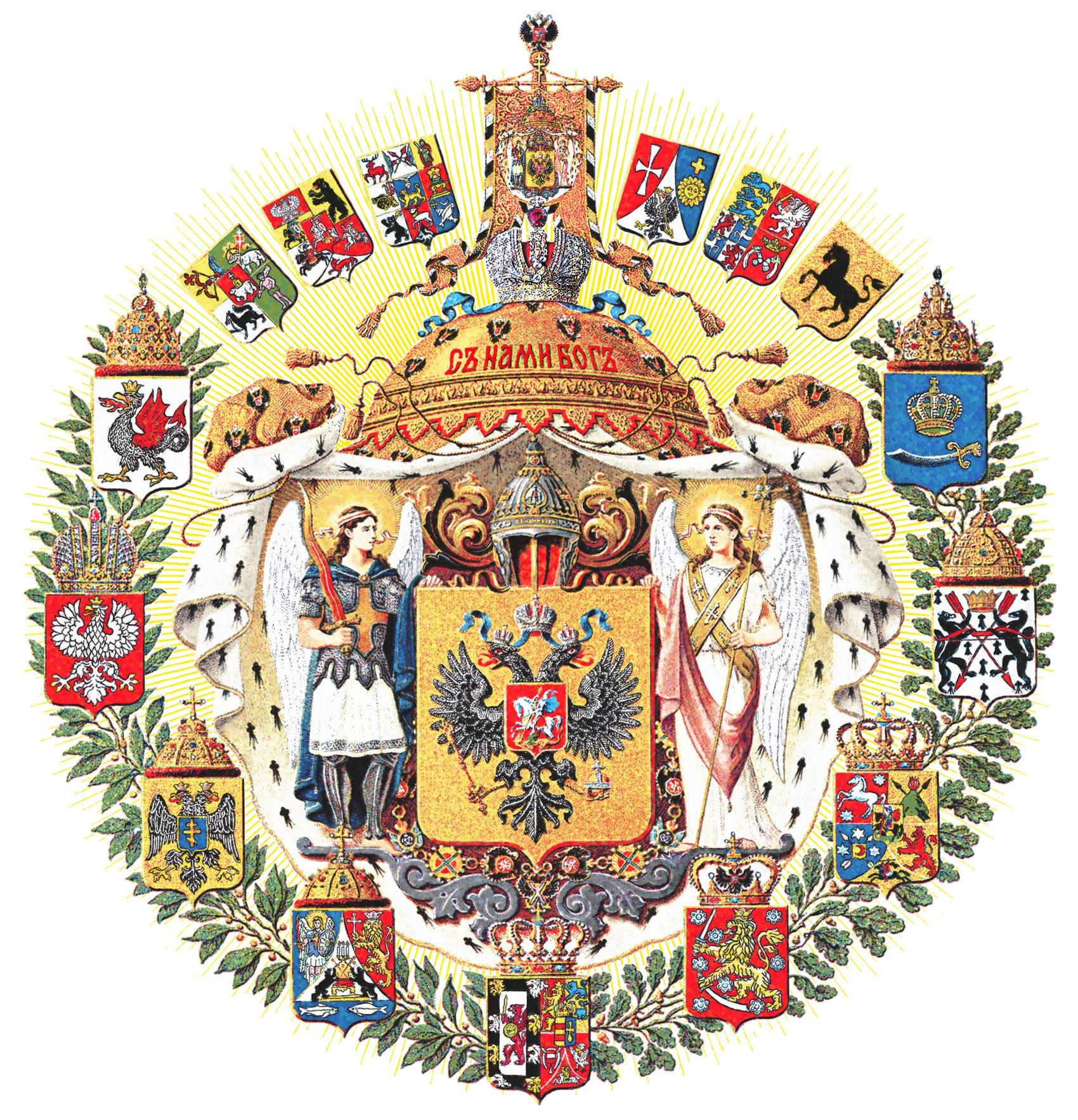
Большой герб Российской империи. Родовой герб расположен внизу
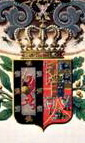
Соединённый герб Гольштейн-Готторп-Романовых (фрагмент Большого герба Империи)
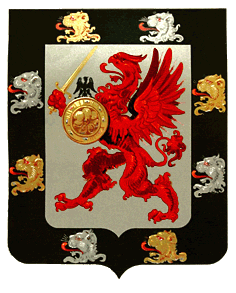
Герб Романовых (бояр)
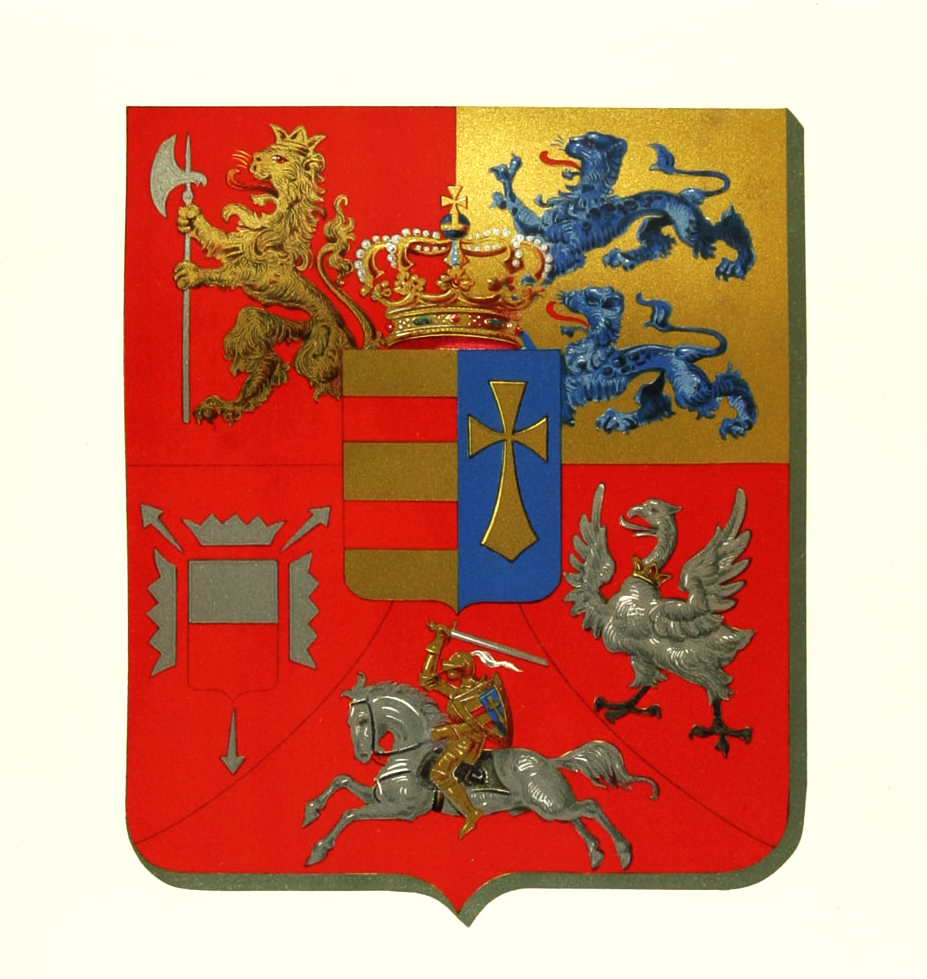
Герб шлезвиг-голштинский (гольштейн-готтропский)
Герб норвежский — Ольденбурги правили Норвегией с 1450 по 1814 гг.
Герб шлезвигский — Ольденбурги правили Шлезвиг-Гольштейном с 1460 по 1865 гг.
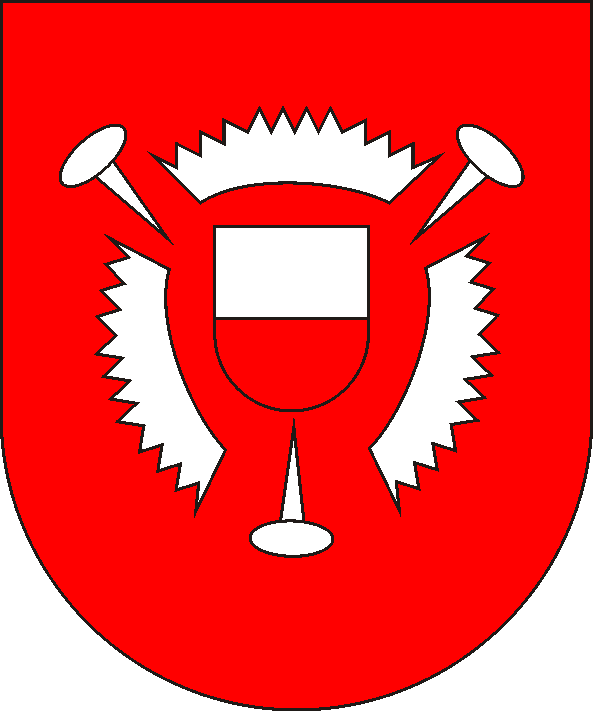
Герб голштинский — Ольденбурги правили Шлезвиг-Гольштейном с 1460 по 1865 гг.
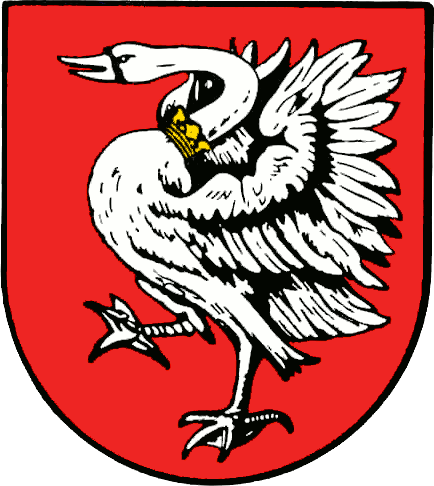
Герб стормарнский — район в Шлезвиг-Гольштейне
Герб дитмарсенский — район в Шлезвиг-Гольштейне
Герб ольденбургский
Герб дельменгорстский — город в Саксонии
Геральдическая корона великого герцогства Люксембургского, аналогичная использованной в этом гербе

## Список членов
- Поколенная роспись Романовых с 1762 года